# Gan Le'ummi Bet Alfa
Gan Le'ummi Bet Alfa (hebreiska: גן לאומי בית אלפא) är en nationalpark i Israel.   Den ligger i distriktet Norra distriktet, i den nordöstra delen av landet.